# 등산 철도

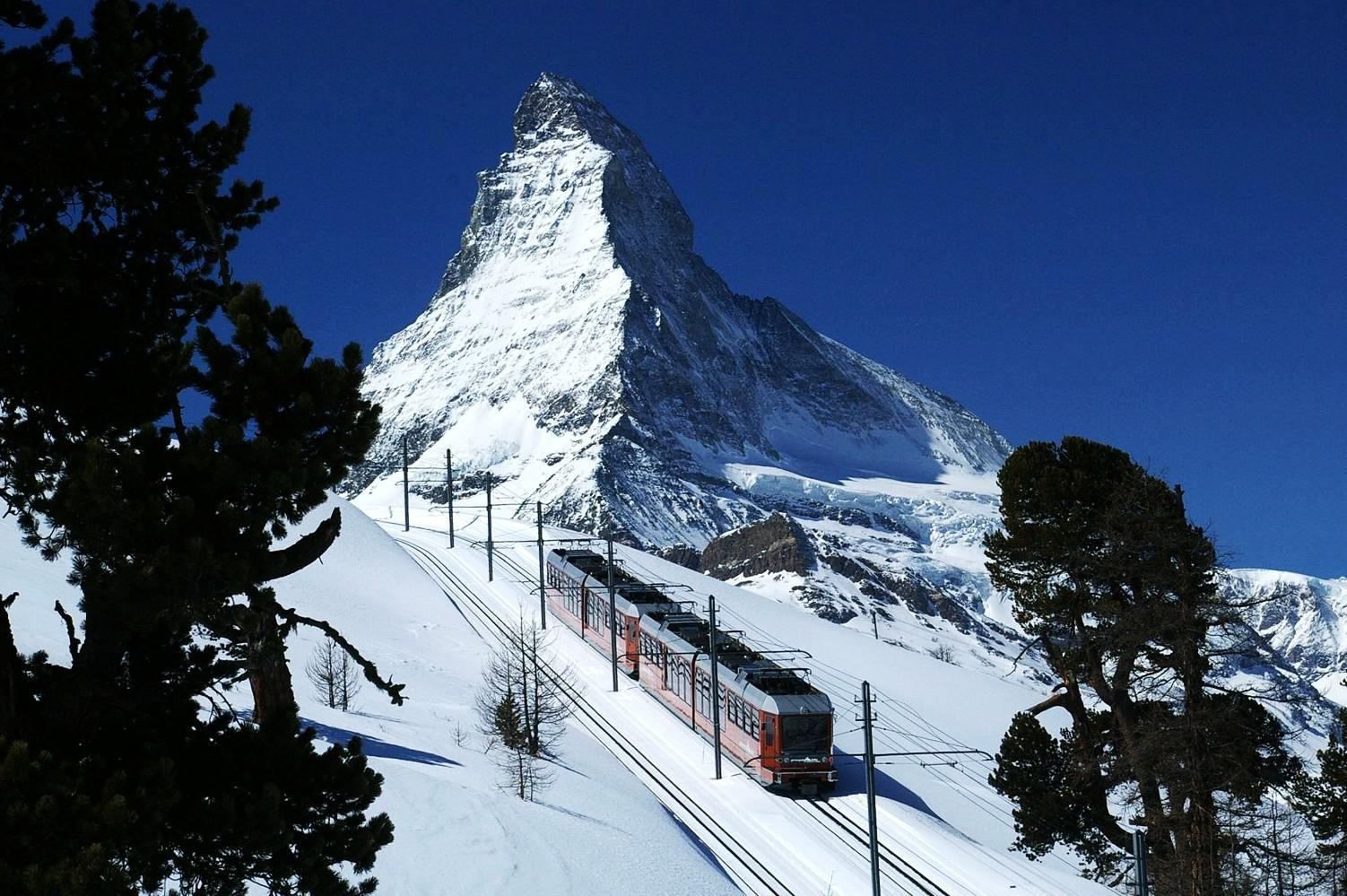
등산 철도

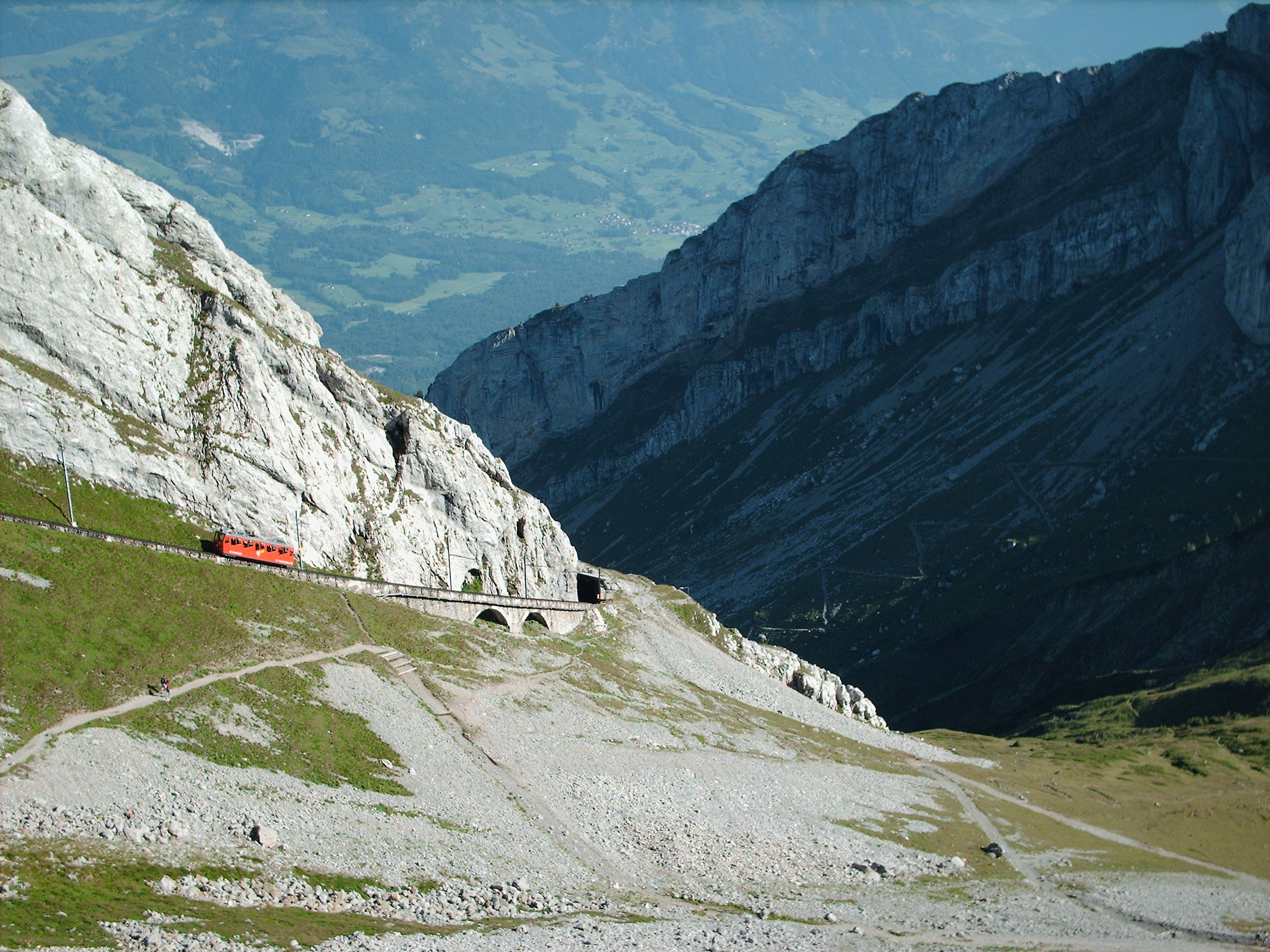
필라투스반.

등산 철도(登山鐵道)는 험난한 산악의 경사를 오르고 내리고 하는 철도 노선의 통칭이다. 가파른 곡선 등의 이유로 차량은 특수 구조로 된 경우가 많다.